# Hongkong Crime Scene
Hongkong Crime Scene (Originaltitel: chinesisch 三岔口, Pinyin Sānchàkǒu, Jyutping Saam1caa3hau2, englisch Divergence) ist ein Actionfilm aus dem Jahr 2005, gedreht in Hongkong.

## Handlung
Suen stand einst eine glanzvolle Karriere im Polizeidienst bevor. Dann aber verschwand seine Frau spurlos, und Suen verfiel der Depression. Nun wird der einzige Belastungszeuge im Prozess gegen den Unternehmer Yiu auf offener Straße erschossen. Das lässt Suen, der für dessen Bewachung zuständig war, nicht eben gut dastehen. Sein verzweifelter Versuch, den Killer zu ermitteln und eine Verbindung zu Yiu zu beweisen, führt zu einer schockierenden Entdeckung: Die Frau von Yius Anwalt gleicht der seinen aufs Haar.
In der Folge entwickelt sich ein Actionfilm mit Spuren eines Dramas. Während der Handlung kommt es zu einigen spektakulären Kämpfen und Verfolgungsjagden, was die Produzenten des Filmes dazu veranlasste, den Film als den „spektakulärsten Action-Blockbuster des Jahres“ zu betiteln.